# اصلاح بدن

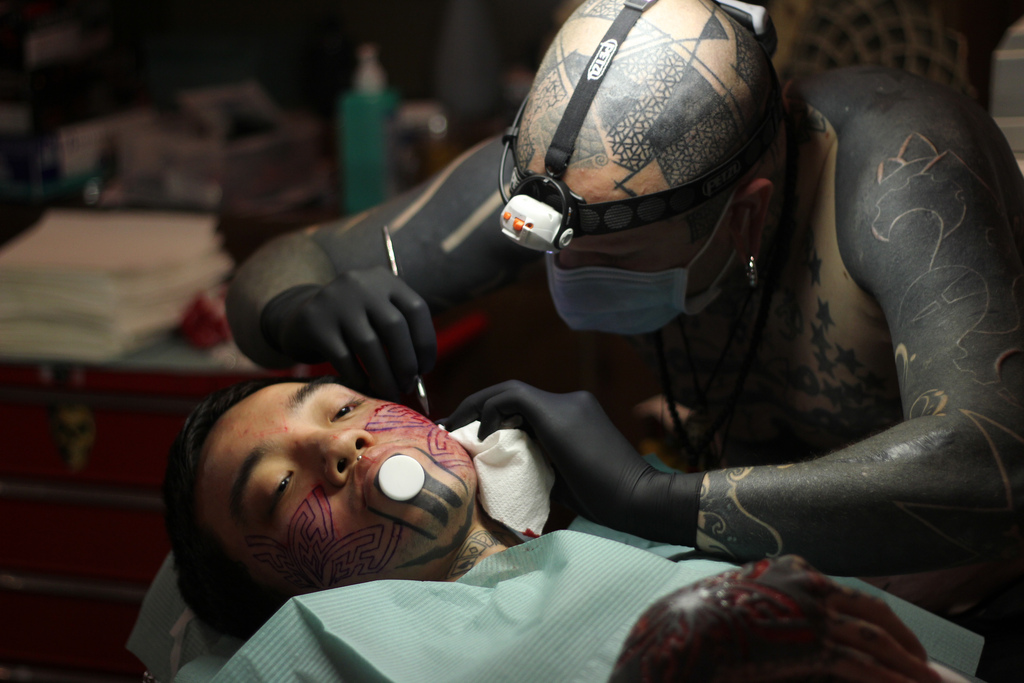
اسکارفیکیشن توسط ایستین فلای

دگرش بدن (انگلیسی: Body modification)، تغییر عمدی کالبد انسان یا ظاهر فیزیکی انسان است. معمولاً برای زیبایی‌شناسی، تقویت جنسی، مراسم پاساژ، اعتقادات مذهبی، به نمایش گذاشتن عضویت یا وابستگی به گروه، به خاطر تجربه زیسته، نمادهای سنتی مانند نماد و اسطوره، برای ایجاد هنر بدن، برای ارزش شوک و به عنوان ابراز خود در میان دلایل دیگر انجام می‌شود. در وسیع‌ترین تعریف آن، شامل جراحی پلاستیک، دکوراسیون مورد قبول اجتماعی (نافذ، گوش مشترک در بسیاری از جوامع) و مراسم مذهبی پاساژ است (ختنه در تعدادی از فرهنگ‌ها) و همچنین حرکت بدوی مدرن.